# Inoue Jaszusi
Inoue Jaszusi (japánul: 井上 靖, Hepburn-átírással: Inoue Yasushi) (Aszahikava, 1907. május 6. – Tokió, 1991. január 29.) japán prózaíró, esszéista.
A hokkaidói Aszahikavában született, ahol katonaorvos apja éppen állomásozott. Gyermekkorát jórészt nagyanyjánál, az Izu-félszigeten, a Fudzsitól nem messze töltötte. 29 évesen szerzett művészettörténészi diplomát a Kiotói Egyetemen, több mint egy évtizedig a Mainicsi simbun munkatársaként dolgozott, 1937-ben hét hónapig Észak-Kínában katonáskodott. Szinte minden fontosabb irodalmi díjat megkapott, 1964-ben beválasztották a Japán Művészeti Akadémiába, 1976-ban pedig a Kultúra-érdemrenddel tüntették ki.
Későn kezdett írni, Tógjú („A bikaviadal”, 1949) című regényével nyerte el az Akutagava-díjat. A mű a háború utáni kaotikus állapotokat festi le: egy újságszerkesztő azzal igyekszik reklámot csapni a cégnek, hogy mindenáron bikaviadalt akar szervezni Tokióban. Hasonló sikert aratott A vadászpuska (Rjódzsú, 1949) című kisregényével, amely a modern ember magányát és életuntságát ábrázolja. A Hjóheki („A jégfal”, 1956–57) egy szerelmi háromszögnek hegymászó-balesetben kulmináló tragédiája.
Sok műfajban alkotott, az 1950-es Kuroi usio („A fekete áramlat”, 1950) egy korabeli közszereplő rejtélyes meggyilkolását dolgozza fel, divatot teremtve ennek a japán irodalomban oly gyakorivá váló zsánernek. Legfontosabb művei azonban történelmi és önéletrajzi regényei. A Szamuráj csatazászló (Fúrin kazan, 1955) Takeda Singen 16. századi daimjó világába kalauzolja az olvasót, a Tempjó no iraka („Tempjó-kori tetőcserepek”, 1957) öt japán buddhista pap története, akik a 8. században azzal a küldetéssel utaznak a Tang-kori Kínába, hogy a híres papot, Gandzsint rávegyék: keresse fel Narát, és ott is alapítsa meg vallását, a ricu szektát. Az Utazás a Fudaraku-paradicsomba (Fudaraku tokaiki, 1961) 16. századi főapát hőse tengerre száll egy lélekvesztőben, hogy mint minden elődje, eljusson a paradicsomba – vagy legalábbis szembenézzen önmagával. A Vaga haha no ki („Anyám története”, 1975) a japán költői napló, a nikki, és a japán esszé, a zuihicu klasszikus hagyományára egyaránt épít. Utolsó regénye, a Kósi („Konfuciusz”, 1989) a nagy kínai bölcselő életét és tanait boncolja.

## Magyarul megjelent művei
- Utazás a Fudaraku-paradicsomba. Elbeszélések (A vadászpuska, Azáleák a Hira-hegyen, Utazás a Fudaraku-paradicsomba); ford. Simonyi István, Varrók Ilona; Európa, Bp., 1986, ISBN 9630733749
- Szamuráj csatazászló; ford. Tóth Andrea; Szenzár, Bp., 2006 (Harcosok ösvényén), ISBN 9637014187